# Muerte de Alison Salazar
La muerte de Alison Salazar fue un caso de suicidio ocurrido el 13 de mayo de 2021 en el marco del Paro Nacional en Colombia.

## Víctima

### Presunto abuso sexual
Alison Lizeth Salazar Miranda (30 de marzo de 2004 – 13 de mayo de 2021) era una menor de 17 años, natural de Popayán, e hija de un ex policía de Colombia. Salazar se encontraba en la calle dirigiéndose a la casa de un amigo el 12 de mayo de 2021, ella afirma que no formaba parte de las manifestaciones pero si se encontraba grabando dichos sucesos..

En medio de eso, me bajaron el pantalón y me manosearon hasta el alma, en el video queda claro que yo les digo que me suelten porque me estaban "desnudando" quitando el pantalón.

Alison fue retenida por miembros del  Escuadrón Móvil Anti Disturbios (ESMAD), siendo arrastrada por la calle hasta un lugar en donde presuntamente abusaron de ella. 
Los manifestantes al percatarse grabaron lo sucedido, y en las grabaciones se muestra que la menor es arrastrada por la calle hasta dejarla casi desnuda en el pavimento y luego trasladada a la Unidad de Reacción Inmediata (URI); otros manifestantes comunicaron que Salazar también habría sido agredida.

### Suicidio
Salazar fue entregada a su abuela materna con la que vivía a las 10:51 p. m., según la víctima, solo la soltaron cuando se percataron que era hija de un policía. En la mañana del 13 de mayo, la joven decidió quitarse la vida, luego de publicar en su cuenta personal de Facebook lo ocurrido en la noche anterior.

## Reacciones
Seis ONG denunciaron el suceso, ya que el caso de Alison se sumaría al de otras doce mujeres que denunciaron abuso sexual en el marco de las protestas contra el gobierno de Iván Duque. El comandante de la policía Ricardo Augusto Alarcón Campos calificó la acusación «de falsa, vil y ruin», negó lo relatado por la víctima, argumentado que ella jamás fue detenida (a pesar de haber sido trasladada a una URI) y además fue devuelta «en óptimas condiciones» a su abuela.